# Frederik VIII của Đan Mạch
Frederick VIII (Christian Frederik Vilhelm Carl) (ngày 3 tháng 6 năm 1843 - ngày 14 tháng 5 năm 1912) là vua của Vương quốc Đan Mạch trong giai đoạn 1906-1912.

## Sinh thành
Frederick sinh ngày 3 tháng 6 năm 1843 trong Cung điện Vàng ở Copenhagen với tư cách là Hoàng tử Frederick của Schleswig-Holstein-Sonderburg-Glücksburg, là dòng nam của Nhà Oldenburg, có nguồn gốc từ Christian III của Đan Mạch và vốn đã cai trị không chủ quyền với tước vị công tước của Schleswig-Holstein qua tám thế hệ, trong đó có ông nội của Frederick. Cha mẹ của Frederick là Christian của Schleswig-Holstein-Sonderburg-Glücksburg và Luise của Hessen-Kassel.
Trong năm 1847, cha của ông đã được lựa chọn như người thừa kế để kế vị ngai vàng Đan Mạch, bởi vì mẹ Frederick là Louise của Hesse-Kassel, có quan hệ huyết thống gần với vua Đan Mạch, và là người cuối cùng của dòng chính Oldenburg (những người thừa kế khác của nhà Hesse đã từ bỏ quyền lợi kế thừa ngai vàng của Đan Mạch để ủng hộ Louise và chồng của bà). Theo đó, Frederick đã trở thành một vị Hoàng tử Đan Mạch vào năm 1847.

## Cái chết
Trên hành trình trở về từ một chuyến đi đến Nice, vua Frederick đã dừng lại tại Hamburg, ở tại khách sạn Hamburger Hof. Tối đến nơi, Frederick (ẩn danh) đã đi dạo trên phố Jungfernstieg. Trong khi đi bộ ông đã ngất đi và ngã gục xuống ghế đá công viên và qua đời. Ông được phát hiện bởi một nhân viên cảnh sát đã đưa ông đến một bệnh viện ở Hafen nơi ông đã qua đời. Ông được mai táng với các thành viên khác của Vương thất Đan Mạch trong Nhà thờ Roskilde gần Copenhagen.

## Di sản
Các gia đình Vương thất Đan Mạch, Na Uy, Bỉ và Luxembourg là hậu duệ của vua Frederick VIII thông qua các cuộc hôn nhân.

## Tước hiệu
- 'Ngày 3 tháng 6 năm 1843 - 31 tháng 7 năm 1853 ': Hoàng tử Frederick của Schleswig-Holstein-Sonderburg-Glücksburg
- 'Ngày 31 tháng 7 năm 1853 - 21 tháng 12 năm 1858 ': Hoàng thân Hoàng tử Frederick của Đan Mạch
- 'Ngày 21 tháng 12 năm 1858 - ngày 15 tháng 11 năm 1863 ': Hoàng thân Hoàng tử Frederick của Đan Mạch
- 'Ngày 15 tháng 11 năm 1863 - 29 tháng 1 1906 ': Hoàng thân Thái tử
- 'Ngày 29 tháng 1 năm 1906 - 14 tháng 5 năm 1912 ': Đức Vua

## Hậu duệ
| Name                            | Birth | Death | Spouse                                                                 | Children |
| ------------------------------- | ----- | ----- | ---------------------------------------------------------------------- | --- |
| Christian X của Đan Mạch        | 1870  | 1947  | Alexandrine xứ Mecklenburg                                             | Frederik IX của Đan Mạch Hoàng tử Knud của Đan Mạch |
| Haakon VII của Na Uy            | 1872  | 1957  | Maud của Liên hiệp Anh                                                 | Olav V của Na Uy |
| Công chúa Louise của Đan Mạch   | 1875  | 1906  | Hoàng tử Frederick của Schaumburg-Lippe                                | Công chúa Marie Louise của Schaumburg-Lippe Công chúa Christian của Schaumburg-Lippe Stephanie của Schaumburg-Lippe                                                     |
| Hoàng tử Harald của Đan Mạch    | 1876  | 1949  | Công chúa Helena Adelaide của Schleswig-Holstein-Sonderburg-Glücksburg | Công chúa Feodora của Đan Mạch Công chúa Caroline-Mathilde của Đan Mạch Công chúa Alexandrine-Louise của Đan Mạch Hoàng tử Gorm của Đan Mạch Bá tước Oluf của Rosenborg |
| Công chúa Ingeborg của Đan Mạch | 1878  | 1958  | Hoàng tử Carl của Thụy Điển                                            | Margaretha của Thụy Điển Công chúa Märtha Louise của Thụy Điển Astrid của Thụy Điển Hoàng tử Carl, Công tước xứ Östergötland                                            |
| Công chúa Thyra của Đan Mạch    | 1880  | 1945  | unmarried                                                              | none |
| Hoàng tử Gustav của Đan Mạch    | 1887  | 1944  | unmarried                                                              | none |
| Côngc chúa Dagmar của Đan Mạch  | 1890  | 1961  | Jørgen Castenskiold                                                    | Carl Castenskiold Christian Castenskiold Jørgen Castenskiold Dagmar Castenskiold                                                                                        |